# Monasterio de Vivarium
Vivarium fue un monasterio fundado en el siglo VI por Flavio Magno Aurelio Cassiodoro cerca Squillace, en Calabria, en el sur de Italia. Dentro del convento Casiodoro también estableció un centro de estudios bíblicos y una biblioteca, un lugar de conservación de la literatura clásica (griega y latina). Casiodoro pretendía de ese modo contribuir al éxito del trabajo de su vida, es decir, el intento de construir puentes sobre las líneas culturales enfrentadas en el siglo VI: entre romanos y godos, entre los católicos ortodoxos y sus gobernantes arrianos, entre el este y el oeste, entre la cultura griega y la cultura latina, entre la cultura clásica pagana y la cultura cristiana.

## Historia
Al estallar la guerra greco gótica, que se desencadenó en Italia entre el 535 y 553, Casiodoro decidió retirarse de la actividad política. Alrededor del 537-538 dejó Italia para ir a Constantinopla donde se quedó al menos hasta el 544, concentrándose en el estudio de los temas religiosos. Especialmente asistió a Junillius, el comisionado de Justiniano. El periodo Costantinopolitano contribuyó a la profundización de sus conocimientos teológicos. Alrededor de 544, Casiodoro regresó en su tierra natal, a Scolacium, donde fundó el monasterio de Vivarium en las posesiones de su propia casa, a orillas del mar Jónico.
El período de fundación del Vivarium no es seguro, aunque se tiende considerar el 544 como una fecha probable, que coincidiría con el regreso de Casiodoro de Constantinopla. También existe la posibilidad de que un primer boceto de lo que se convertiría en el monasterio ya hubiese existido durante algún tiempo, presente en los territorios de Squillace desde una fecha desconocida, y luego fue utilizado como residencia por Casiodoro a su regreso a su tierra natal después de la guerra gótica. El silencio de las fuentes no respalda ninguna de las hipótesis, puesto que las Variae ya habían sido publicadas y ninguna de las obras del ahora expolítico trató esta fundación. No se sabe nada sobre el nacimiento de este proyecto, ni cuándo se concibió esta idea. No obstante se percibe en los últimos trabajos de Casiodoro un acercamiento a la fe cristiana (según el ejemplo de De anima y Expositio Psalmorum), el monasterio de Vivarium nació con un propósito diferente al famoso ora et labora: el objetivo principal del núcleo monástico fue, de hecho, la copia, la conservación, la escritura y el estudio de los volúmenes que contienen los textos clásicos y la patrística occidental. La característica de Vivarium era, por lo tanto, su función de scriptorium, con los problemas relacionados con el suministro de materiales, el estudio de las técnicas de escritura y las dificultades económicas; los códices y manuscritos producidos en el monasterio alcanzaron una popularidad considerable y tuvieron una gran demanda. 
En la valoración del proyecto de Casiodoro, debe tenerse en cuenta el hecho de que las inmensas devastaciones causadas la guerra gótica habían puesto en peligro la supervivencia no solo de la literatura clásica y pagana, sino incluso de la cristiana, a causa de la destrucción sistemática no solo de las bibliotecas, en muchos casos también de las ciudades en las que se encontraban hasta entonces. En una Italia devastada por la guerra, los mismos scriptoria en los cuales eran confeccionados los manuscritos habían sido diezmados. Bajo la dirección de Casiodoro, comenzó así un largo proceso de transcripción y de traducción de los textos latinos y griegos, en el intento de salvarlos y trasmitirlos. Casiodoro encargó a varios eruditos griegos, entre ellos Muziano y Epifanio Scolastico, de la traducción de obras griegas con contenido histórico y teológico, que tuvieron una amplia difusión en la Edad Media.

## Biblioteca de Vivarium

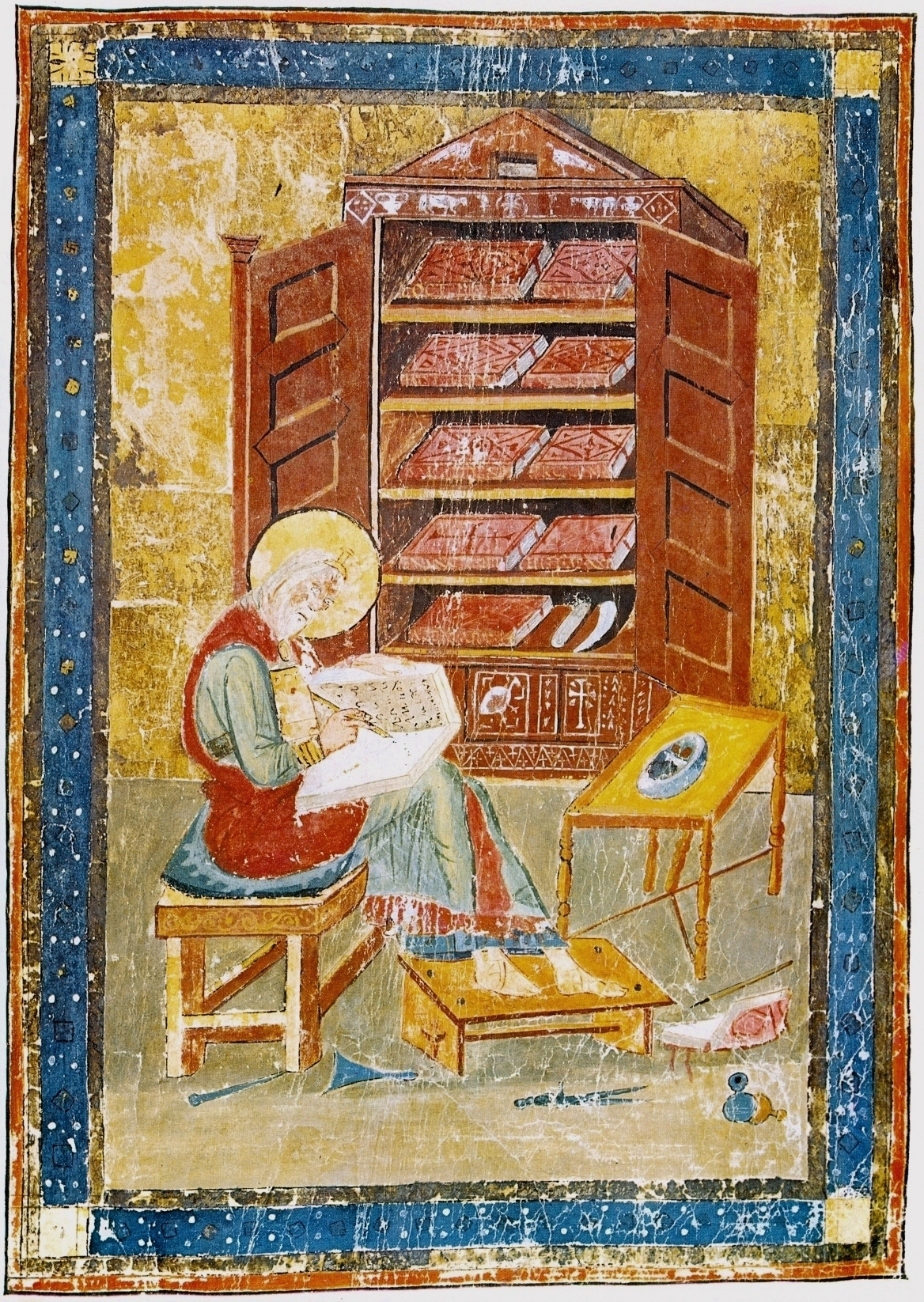
Casiodoro en la Biblioteca de Vivarium, extraído del Codex Amiatinus, siglo VIII

La biblioteca era extremadamente completa para aquellos tiempos: pagana y cristiana, latina y griega. Los códices, algunos de los cuales son extremadamente valiosos, se clasificaron y organizaron de acuerdo con las diversas ciencias. Obviamente, tratándose de un monasterio, la primera ubicación le correspondió a la Sagrada Escritura; junto a esta, los 22 libros de la antigüedad judaica y cientos de otros que trataban sobre religión. 
Siendo Casiodoro el iniciador de la cristianización de las artes liberales mediante su obra Institutiones saecularium litterarum, la colección de la biblioteca estuvo integrada por manuscritos que correspondían a las disciplinas del Trivium (gramática, dialéctica y retórica) y del Quadrivium (aritmética, geometría, astronomía y música. La estructura de la colección se inició con los propios libros del importante acervo personal de Casiodoro y se enriqueció con una selección de textos significativos de la ciencia clásica y helenística, incluidos muchos libros que trataban de cosmografía: las obras de Giulio Onorio, de Marcellino Illirico, o el célebre código de Tolomeo. Siguieron obras de filosofía y agricultura, de modo que los monjes se convirtieron en expertos agricultores: entre estos están los tratados de Gargilio Marcial, de Columella y de Emiliano. Para los monjes encargados en la atención médica hubo obras de Hipócrates, de Celio Aureliano, la Terapéutica de Galeno y la Erbario de Dioscorides. No faltaron las obras de Aristóteles, en la reciente traducción latina de Boecio. Todas estas obras realizadas en el scriptorium de la Biblioteca.
"La colección bibliográfica del Vivarium de Casiodoro fue también el modelo de un nuevo tipo de biblioteca en la cultura occidental, el de la biblioteca monástica." Su importancia radica en una organizada conservación del conocimiento. Además de que físicamente los libros se colocaban en forma horizontal en armarios de madera y la colección fue creciendo gradualmente tanto por la compra como por la copia. Las iluminaciones y encuadernaciones allí realizadas fueron de gran categoría.
Después de recolectar los tesoros de la sabiduría de los antiguos latinos y griegos, se estableció una escuela de estudios divinos y humanos.
De las necesidades culturales y espirituales de la comunidad Vivariense nació la riquísima producción literaria de las últimas décadas de la vida de Casiodoro, que comprende al menos nueve de las trece o más obras que compuso.
A pesar de que biblioteca de Vivarium finalmente se dispersó y se perdió en una fecha incierta después de 630, su actividad tuvo una enorme influencia sobre la Europa de la Alta Edad Media. Antes de la fundación de Vivarium, la copia de los manuscritos era una tarea reservada para los religiosos inexpertos o físicamente enfermos y ejecutada por el capricho de los monjes alfabetizados. Gracias a la influencia de Casiodoro, el sistema monástico adoptó un enfoque más riguroso, generalizado y regular en la reproducción de los documentos, visto como parte integrante de la actividad del monasterio. Este enfoque para el desarrollo del estilo de vida monástico se transmitió principalmente a través de las instituciones religiosas germánicas. 

## La ubicación de Vivarium
La cuestión de la identificación de Vivarium, iniciada de Pierre Courcelle en 1938, es un poco incierta, y hasta el momento no se ha encontrado una respuesta definitiva. Sobre la base de los estudios efectuados a lo largo de los años, a pesar de la divergencia de las hipótesis, aparece cierto que el complejo de Vivarium debería haber surgido en una área no muy lejos del antiguo Scolacium, incluido entre los hoy denominados Monte Moscio y el río Alessi, donde actualmente se encuentra la aldea de Copanello di Stalettì, y delimitada a al norte de la actual ciudad de Squillace. Para comprender plenamente las diversas hipótesis de localización, es apropiado un examen preliminar de los documentos sobre los cuales se basaron los estudiosos: los textos de Casiodoro, algunas cartas de Gregorio Magno, las miniaturas que decoran los ejemplares de uno de estos textos, y los documentos de tipo arqueológico. 

## Las obras
Cassiodoro titula el capítulo XXIX de sus Institutiones "De positione monasterii Vivariensis sive Castellensis". Tres partes del capítulo son útiles para los fines de la localización:
1: Invitat siquidem vos locus Vivariensis monasterii a multa peregrinis et egentibus praeparanda, quando habesti hortos iriiguos et piscosi amnis Pellenae fluenta vicina, qui nec magnitudine undarum susspectus habeatur nec exiguitate temnibilis [...] (La posición del monasterio Vivariense invita a preparar muchas cosas para los peregrinos y los pobres, ya que tiene huertas con agua y el curso cercano del arroyo Pellena, rico de peces, no considerado peligroso ni por la potencia de su corriente, ni preocupante para la escasez de sus aguas [...]).
2: Maria quoque vobis ita subiacet, ut piscationibus variis pateant et captus piscis cum libuerit vivariis possit incluyes. Fecimus enim illic iuvante Domino grataa receptacula, ubi sub claustro fideli vagetur piscium multitudo, ita consentaneum montium speluncis ut nullatenus si sentiat captum, cui libertas est et escas sumere et per solitas si cavernas abscondere [...] ( Se tiene [también] el mar tan cerca que se presta a varios tipos de pesca, y el pez pescado puede ser vertido a su gusto en los viveros. Con la ayuda del Señor, hemos construido agradables viveros, donde vagan muchos peces dentro de una barrera segura, adecuada por la presencia de cuevas de montaña, por lo que el pez no se siente cautivo en absoluto, pudiendo alimentarse libremente y esconderse en las cuevas habituales [...]).
3: Nam se vos in monasterio Vivariensi, sicut credere dignum est, divina gratia suffragante coenobiorum consuetudo competenter erudiat, et aliquid sublimius defecatos animos optare contingat, habetis montis Castelli secreta suavia, ubi velut anachoritae praestante Domino feliciter esse possitis. Sunt enim remota et emitantia heremi loca, cuando muris pristinis ambientibus probantur inclusa [...] (Si con la gracia de Diosa la vida cenobítica en el monasterio del Vivarium te instruirá convenientemente, como es justo pensar, y si las almas purificadas desearan una vida más elevada, tendrán a su disposición las agradables ermitas de Monte Castello, donde, con la ayuda de Dios, podrán vivir felizmente como anacoretas, de hecho, son lugares apartados que se asemejan a la ermita, ya que están cerrados por antiguas murallas que los rodean [...]).
Otro pasaje útil se encuentra en Variae 12.15: [Scolacium] civitas ... fruitur marinis quoque copiosa deliciis, dum possidet neighbouron quae nos fecimus claustra Neptunia: ad pedem siquidem Moscii montis saxorum visceribus excavatis fluenta Nerei gurgitis decenter immissimus pisc, ubi agmen libera captivate ludentium et delectatione reficit animos et admiratione mulcet optutus, currunt avidi ad manus hominum et antequam foods fiant, escas expetunt "([Scolacium] también disfruta de deliciosos mariscos, ya que tiene los claustros cercanos de Neptuno, hechos por nosotros: ya que, después de haber excavado las entrañas de la montaña, hemos entrado convenientemente en las olas del mar. Allí, una gran cantidad de peces, divirtiéndose en la esclavitud libre, recrea el alma del deleite y acaricia el ojo admirado. Aquellos corren codiciosos hacia la mano del hombre y quieren comida antes de convertirse en comida. El hombre alimenta sus bocados y, mientras está en su poder para capturarlos, a menudo sucede que, satisfecho, deja todo).
A los efectos de localizar Vivarium, también son útiles dos cartas de San Gregorio Magno:
1. La primera, del 598, está dirigida al obispo Giovanni de Squillace, a raíz de los reclamos de los monjes del monasterio casiodoreo Castellense. Tales quejas fueron dirigidas tanto contra el obispo, que no pretendía respetar los privilegios reconocidos al monasterio, usurpando donaciones directas a este dirigidas de las cuales no se tiene noticia; y contra los habitantes del Castrum quod Scillitanum dicitur, cuyas tierras eran propiedad del monasterio, los cuales no pagaron el alquiler que se habían  comprometido a pagar. Además, los monjes se quejaron de que la restitución parcial de un terreno de seiscientos pies, situado en el área del mismo Scillitanum Castrum, que le habían dado al Obispo para que una iglesia. 
2. La segunda carta está escrita en 603: en ella el papa concede a un tal obispo Giovanni para consagrar a Santa María, la iglesia que acaba de construir.

## Las miniaturas
El monasterio Vivariense está representado en tres códices medievales: uno se conserva en la Biblioteca estatal de Bamberg, uno en Kassel y otro en Würzburg, respectivamente denominados códices Bambergensis, Cassellanus e Herbipolensis. El de Bamberg (finales del siglo VIII) es el más antiguo, originario de Italia meridional y deriva de un arquetipo vivariense; el Cassellanus es del siglo IX; el Herbipolensis es del siglo X. Todos estos códices representan dos iglesias y un vivero (tanque para la cría de los peces) perteneciente al monasterio Vivariense. En todos una de las dos iglesias está cerca de un arroyo que desemboca en un espejo de agua lleno de peces, mientras la otra está situada entre dos árboles. Ya que los tres códices representan dos tradiciones diferentes, es de considerarse que los elementos comunes se remontan al arquetipo, muy probablemente un códice producido en Vivarium. Dicho esto, las tres miniaturas presentan algunas diferencias: 
Bambergensis: muestra un solo río, denominado FLUVIUS APELLENA, que separa las dos iglesias; la de izquierda, más cercana al río, se denomina SCS JANUARIUS, mientras la de la derecha, enmarcada entre dos palmeras, se denomina SCS MARTINUS. Debajo de esta última, hay un vivero rectangular de doble salida que se con vistas a un mar de peces. En el extremo izquierdo de la página, cuyo margen está dañado, parece haya sido dibujada una planta fantástica con forma de paraguas. En el extremo derecho, debajo, se erige sobre el mar lo que parece ser una columnata. La iglesia llamada SCS MARTINUS se representa como una basílica con dos torres; la iglesia denominada SCS JANUARIUS tiene una sola torre, y una superficie rectangular representa una extraña imagen: desde las esquinas superiores se desarrollan dos arcos dobles paralelos, desde el intervalo del cual aparece una mano cuyo dedo medio y el índice están doblados en el acto de la bendición; de cada uno de los cinco dedos aparece un rayo curvilíneo; a la izquierda de esta mano, entre los dos arcos, están incluidas las letras ddσ.
Cassellanus: en la parte superior de la miniatura hay dos iglesias, sin denominación y representadas de manera bastante parecida; la de la izquierda está encuadrada entre dos árboles genéricos, a cada uno de los cuales está asociado a un ave; mientras que la de la derecha parece estar comprendida entre dos ríos, también estos sin denominación, que desembocan en un rectángulo de agua con peces que se encuentra sobre el fondo de la miniatura. Entre el piso de las dos iglesias y el espejo de agua, en el centro de la miniatura, está representado otro cuadrado de agua con peces, parecido a un tanque. En la esquina inferior izquierda, debajo de la iglesia, se representa un rectángulo que es más alto que ancho, que parece representar vegetación y campos cultivados.
Herbipolensis: en posiciones invertidas, representa las mismas iglesias del Bambergensis: a la izquierda la iglesia enmarcada entre dos palmeras, denominada SCS MARTINUS, a la derecha la otra iglesia (sin la representación de la mano divina), denominada SCS ILARIUS, que parece estar incluida entre dos corrientes de agua: lo que la separa de SCS MARTINUS no se identifica, mientras lo que está detrás de SCS ILARIUS, en el extremo derecho de la miniatura, se llama FLUCTUS PELLENA. Debajo del SCS MARTINUS está representado un cuadrado de agua con peces (un tanque), mientras, debajo de este, se encuentra un largo rectángulo de agua con peces que se extiende hasta debajo de SCS ILARIUS donde fluyen los dos ríos representados. En el extremo izquierdo hay, de arriba hacia bajo, un pájaro y vegetación, en el último cuadrado debajo, separado de un espejo de agua con peces por una barra blanca, unas curvas onduladas, que podrían representar otra vegetación o las ondas del mar.